# Gérard Palaprat
Pour les articles homonymes, voir Palaprat.
Gérard Palaprat, né le 12 juin 1950 à Issy-les-Moulineaux et mort le 25 septembre 2017 à Beauvoir-sur-Niort,, est un auteur-compositeur-interprète français.

## Biographie
À 12 ans, Gérard Palaprat entre à l’école du spectacle et y continue ses études de violon, commencées à l'âge de 7 ans, la danse, l'art dramatique et le chant ; il enregistre pour la fête des pères un disque vinyle qui lui ouvre les portes du Petit conservatoire de la chanson de Mireille. L'été, il chante ses propres compositions dans les  Hauts-de-Cagnes.
Il travaille pour l'ORTF comme figurant puis au théâtre. Un rôle au cinéma dans Trans-Europ-Express d'Alain Robbe-Grillet puis pour la télévision : Le Grand Voyage de Jean Prat. Première comédie musicale au théâtre La Bruyère dans Les Fantasticks (en) de Tom Jones (en). Édouard Molinaro l'engage dans Hibernatus mais son rôle sera supprimé pour deux jours d'absence dus au conseil de révision. Il ne sera même pas crédité dans le générique du film. Il entre au théâtre de la Porte-Saint-Martin dans la comédie musicale Hair qui tient l'affiche trois ans. Il gagne l'amitié de Lucien Morisse, directeur des Disques AZ et d'Europe 1.
Il obtient la Rose d'or de Juan-les-Pins avec Fais-moi un signe (Paroles : Jean-Pierre Lang, musique : Patrick Lemaître), et poursuit son succès avec Pour la fin du monde, Svasti, Le Bateau de cristal, Écoute la source du bonheur, Lady, ce n'est qu'un rêve, etc. Parallèlement, il rejoint son maître de sitar, Ram Shandra Mistri, en Inde. Il chante dans l'opéra-rock Moïse de Michel Quereuil et Guy Alcalay sous la direction de Francis Morane.
En septembre 2010, il est sur la scène du Théâtre du Gymnase, à Paris, pour le show « Hit-Parade », aux côtés de Renaud Siry, qui en est le créateur, de Danièle Gilbert et de plusieurs autres artistes qui chantent les tubes des années 1970, 1980, 1990 et 2000, sur fond de projections sur grand écran.
En 2010, Gérard Palaprat fait partie de la tournée Âge tendre et Têtes de bois saison 5, aux côtés notamment de Michèle Torr, Sheila, Georgette Lemaire, Alain Turban…

### Mort
Atteint d'un cancer de la gorge, Gérard Palaprat meurt à son domicile de Beauvoir-sur-Niort le 25 septembre 2017, à l'âge de 67 ans. Il est incinéré à Niort le 3 octobre 2017.

### Vie privée
Le 30 avril 2014, il est condamné par le tribunal correctionnel de Niort à une peine de trois mois d'emprisonnement avec sursis, ainsi qu'une interdiction de tout contact avec son épouse, pour des faits de violences conjugales remontant au 24 avril 2013.

## Chansons
- 1969 : Comédie musicale Hair - 33 tours et 45 tours
- 1970 : Les orgues de Berlin / Tristan des terres neuves
- 1970 : R.M. Dostoïevski / Un bloc, un roc, une montagne / Le ramoneur de Blackpool / L’enfant des regards - Maxi 45 tours
- 1970 : Le jardinier du fond des mers/ J'ai vu dans ce pays-là - 45 tours
- 1971 : Fais-moi un signe / Les tambours d’Écosse - 45 tours
- 1971 : Give me a sign - 45 tours en anglais
- 1971 : Pour la fin du Monde / Svasti - 45 tours/33 tours 12 titres / Disque d'Or 11 titres
- 1971 : Un homme a disparu dans le ciel.
- 1972 : Compilation - Double 33 tours 23 titres - Disque d'Or
- 1972 : Ève je t'aime / Le grand bateau - 45 tours
- 1973 : Vive la Terre - 33 tours et deux 45 tours
- 1973 : Sais-tu ces grands voyages / Vive la Terre - 45 tours
- 1973 : Il était écrit / Monsieur paysan - 45 tours
- 1973 : Tu comprends ? / Et Dieu viendra jouer des tablas - 45 tours
- 1974 : Écoute la source du bonheur / Pose ton tablier - 45 tours
- 1974 : Lady ce n'est qu'un rêve / Partir en vacances - 45 tours
- 1974 : L'homme tu ressembles à Dieu / Le bateau de cristal - 33 tours et trois 45 tours
- 1975 : Gérard Palaprat compilation 33 tours (Mr. Pickwick)
- 1975 : Qu'est-ce que j'fais, qu'est-ce que j'dis ? / Pense à ta chance - 45 tours
- 1975 : Pense à ta chance
- 1978 : Y a des jours - 33 tours et trois 45 tours
- 1978 : Ô France / Un wagon de souvenirs - 45 tours
- 1978 : Le silence de nos yeux / D'accord - 45 tours
- 1978 : D'accord / Le pavillon de chasse - 45 tours
- 1979 : Comédie musicale l'Opéra vert - 33 tours
- 1980 : Comédie musicale La Misa campesina pour la révolution du Nicaragua - 45 tours et 33 tours
- 1980 : Jésus dans ma rue / Chanson d'au revoir - 45 tours
- 1980 : Comédie musicale Moïse : Libres / Nous marchons depuis si longtemps - 45 tours
- 1982 : S'aimer davantage / Perdus de vue - 45 tours
- 1983 : Rappelle-toi d'elle / Mon unique privilège - 45 tours
- 1988 : Hollywood / Hollywood 45 tours et maxi 45 tours
- 1995 : À la croisée de la rose (CD)
- 1996 : S'aimer davantage (CD)
- 1997 : De Fais-moi un signe à... Pour la fin du monde (CD)
- 1998 : Compilation de Hair à Svasti - (CD)
- 2007 : I Shin den Shin (CD)
- 2010 : Âge Tendre et Tête de bois : CD et DVD
- 2012 : C'est pas la fin du Monde : CD

## Théâtre
- 1967 : Les Fantasticks de Tom Jones (en) et Harvey Schmidt (en), mise en scène Jacques Sereys, Théâtre La Bruyère

## Filmographie comme acteur
- 1967 : Trans-Europ-Express d'Alain Robbe-Grillet
- 1969 : Le Grand Voyage de Jean Prat, d'après le roman de Jorge Semprún, tourné dans les camps d’Auschwitz. Avec Roland Dubillard et José Ibañez.